# 오네헝가 스포츠 FC
오네헝가 스포츠 FC는 뉴질랜드 오네헝가를 연고로 하는 유소년 축구단이다. 이전에 시니어 팀은 Lotto Sport Italia NRFL Premier 에서 경쟁했으며 2019년에 마지막으로 대회에 등장했다.
이 클럽은 뉴질랜드 내에서 유소년 육성에 중점을 둔 것으로 널리 알려져 있다.최근 몇 년 동안 구단은 뉴질랜드 축구 국가대표팀 선수인 Sarpreet Singh, 크리스 우드, Moses Dyer, 그리고 전 감독인 미야자와 히로시 등의 여러 인물들을 배출해왔다.